# Duppi-Tessub
Duppi-Tessub va ser rei d'Amurru en una data indeterminada abans del 1300 aC. El nom de Duppi-Tessub fa referència al déu de les pluges i les tempestes dels hitites i els hurrites anomenat Tessub.
Era fill d'Aziru, i net d'Abdi-Asirta, dos dirigents d'Amurru que havien causat problemes al faraó d'Egipte. Segons diuen les Cartes d'Amarna, Duppi-Tessub va escriure al faraó Akhenaton per demanar-li que deixés en llibertat al seu pare Aziru, que havia anat a Egipte per explicar les seves accions contra Rib-Hadda, rei de Gubla i aliat dels egipcis. Aziru l'hauria desterrat i segurament el va fer matar. Akhenaton el va retenir a Egipte gairebé un any, i el seu fill Duppi-Tessub hauria ocupat provisionalment el tron d'Amurru.
Més endavant va tornar a ser rei (Aziru havia recuperat el tron) i va signar diversos tractats d'aliança amb Mursilis II, rei dels hitites, que el va ajudar en les lluites territorials que Duppi-Tessub va tenir amb altres prínceps del nord de Síria.